# Push and Shove
Push and Shove ist das sechste Studioalbum der US-amerikanischen Band No Doubt. Es erschien am 21. September 2012 bei Interscope Records. Es ist das Comeback-Studioalbum der Band nach fast elf Jahren.

## Geschichte
Die Band hatte seit einem Greatest-Hits-Album 2003 jahrelang pausiert. Gwen Stefani hatte ihre Solokarriere verfolgt, während der sie zwei Alben veröffentlicht hatte. Während Stefani 2006 für The Sweet Escape tourte, begannen die übrigen Bandmitglieder, Stücke für ein neues No-Doubt-Album zu schreiben. Da Stefani anschließend ihr zweites Kind bekam, verzögerte sich der Entstehungsprozess weiter. 2010 wurde gemeldet, dass die Band in Hollywood begann, erste Stücke aufzunehmen. Das Album wurde u. a. mit Mark „Spike“ Stent aufgenommen, der bereits bei Rock Steady für die Band tätig war. Es entstanden als Eigenkompositionen nur die elf Stücke des Albums, als Japan-Bonustitel wurde ein Remix von Settle Down von Jonas Quant gewählt. Auf der Deluxe-Bonus-CD befinden sich weitere (Akustik-)Versionen sowie ein Cover von Stand and Deliver von Adam and the Ants.

## Rezeption
Die Webseite Focus.de vergab 4 von 10 Punkten. Lea Herrmann schrieb: „Auf dem aktuellen Album ist kein Song zu finden, der auch nur annähernd alten Songs der Band wie Just a Girl oder Underneath It All das Wasser reichen könnte.“ Sie schrieb, die Band werde ihren damaligen Erfolg nicht wiederholen können. Sabrina Franco von Laut.de schrieb: „Fans finden auf diesem Album gewiss ein paar Perlen, doch umhauen wird das niemanden mehr. Push and Shove klingt nach einer soliden, aber durchschnittlichen Pop-Platte mit wenigen Highlights.“ Sie gab 3 von 5 Sternen. In ihrer Rezension für die Zeitschrift „Большой“ schrieb Tazzjana Samirowskaja: „Sie [Gwen Stefani] liegt uns als Erinnerung sehr am Herzen, und in diesem Fall liegt uns dieses Comeback in dieser Form auch besonders am Herzen.“

## Titelliste
1. Settle Down – 6:01
2. Looking Hot – 4:43
3. One More Summer – 4:39
4. Push and Shove (feat. Busy Signal & Major Lazer) – 5:07
5. Easy – 5:10
6. Gravity – 4:25
7. Undercover – 3:32
8. Undone – 4:38
9. Sparkle – 4:08
10. Heaven – 4:06
11. Dreaming the Same Dream – 5:27